# Mario Sarcinelli
Mario Sarcinelli (Foggia, 9 marzo 1934) è un economista, banchiere e dirigente pubblico italiano.

## Biografia
Si è laureato in Giurisprudenza all'Università degli Studi di Pavia, alunno del Collegio Cairoli. Dal 1957 ha lavorato presso la Banca d'Italia, dove è stato anche responsabile della vigilanza sugli istituti di credito. Nella Banca centrale è giunto alla carica di vicedirettore generale dal 1976 al 17 gennaio 1982. Sarcinelli nel marzo 1979 insieme al governatore di Bankitalia Paolo Baffi furono accusati dalla procura di Roma (nella persona del sostituto procuratore Luciano Infelisi) di interesse privato in atti d'ufficio e favoreggiamento personale.
Sarcinelli venne arrestato su ordine del giudice istruttore Antonio Alibrandi, e scarcerato solo a seguito della sospensione dagli incarichi relativi alla vigilanza, mentre Baffi evitò il carcere a causa della sua età. La maggior parte delle imputazioni cadranno nel corso dell'istruttoria e nel 1981 i due verranno integralmente prosciolti. In seguito emergerà il sospetto che l'incriminazione fosse stata voluta dalla P2 per impedire alla Banca d'Italia di vigilare nei confronti del Banco Ambrosiano di Roberto Calvi.
Dal 1982 al 1991 è direttore generale del ministero del Tesoro, a parte per una parentesi di breve durata, da aprile a luglio 1987, durante la quale è nominato ministro del commercio con l'estero del Governo Fanfani VI. Dal 1991 al 1994 è  vicepresidente operativo della Banca europea per la ricostruzione e lo sviluppo. Dal 1994 al 1998 è stato presidente della Banca Nazionale del Lavoro.
Dal 1996 al 1997 è stato vicepresidente dell'Istituto dell'Enciclopedia Italiana, incarico dal quale si dimette in polemica con il consiglio di amministrazione. Dal 2007 fino al 2014 è stato presidente di Dexia Crediop e dal 2010 è presidente di Gesac, la società che gestisce l'Aeroporto di Napoli-Capodichino, fino al 2015.